# بريانا غلين
بريانا غلين (بالإنجليزية: Brianna Glenn)‏ هي منافسة ألعاب القوى أمريكية، ولدت في 18 أبريل 1980 في سانتا آنا في الولايات المتحدة.

## وصلات خارجية
- بريانا غلين على موقع الاتحاد الدولي لألعاب القوى (الإنجليزية)
- بريانا غلين على موقع الاتحاد الأمريكي لسباقات المضمار والميدان (الإنجليزية)
- بريانا غلين على موقع الدوري الماسي (الإنجليزية)